# Аніс Аярі
Аніс Аярі (араб. أنيس العياري, нар. 16 лютого 1982) — туніський футболіст, що грав на позиції захисника.
Виступав, зокрема, за клуби «Стад Тунізьєн», «Лор'ян» та «Етюаль дю Сахель», а також національну збірну Тунісу.

## Клубна кар'єра
У дорослому футболі дебютував 2001 року виступами за команду клубу «Стад Тунізьєн», в якій провів три сезони.
Протягом 2004—2006 років захищав кольори команди клубу «Самсунспор».
Своєю грою за останню команду привернув увагу представників тренерського штабу клубу «Лор'ян», до складу якого приєднався 2006 року. Відіграв за команду з Лор'яна наступний сезон своєї ігрової кар'єри.
У 2007 році перейшов до клубу «Етюаль дю Сахель», за який відіграв 3 сезони. Завершив професійну кар'єру футболіста виступами за команду «Етюаль дю Сахель» у 2010 році.

## Виступи за збірну
У 2002 році дебютував в офіційних матчах у складі національної збірної Тунісу. Протягом кар'єри у національній команді, яка тривала 5 років, провів у формі головної команди країни 28 матчів.
У складі збірної був учасником Кубка африканських націй 2004 року у Тунісі, здобувши того року титул континентального чемпіона, розіграшу Кубка конфедерацій 2005 року у Німеччині, чемпіонату світу 2006 року у Німеччині, Кубка африканських націй 2006 року в Єгипті.

## Титули і досягнення
- Переможець Середземноморських ігор: 2001
- Переможець Кубка африканських націй: 2004